# Bằng chứng màu sắc động vật cho chọn lọc tự nhiên

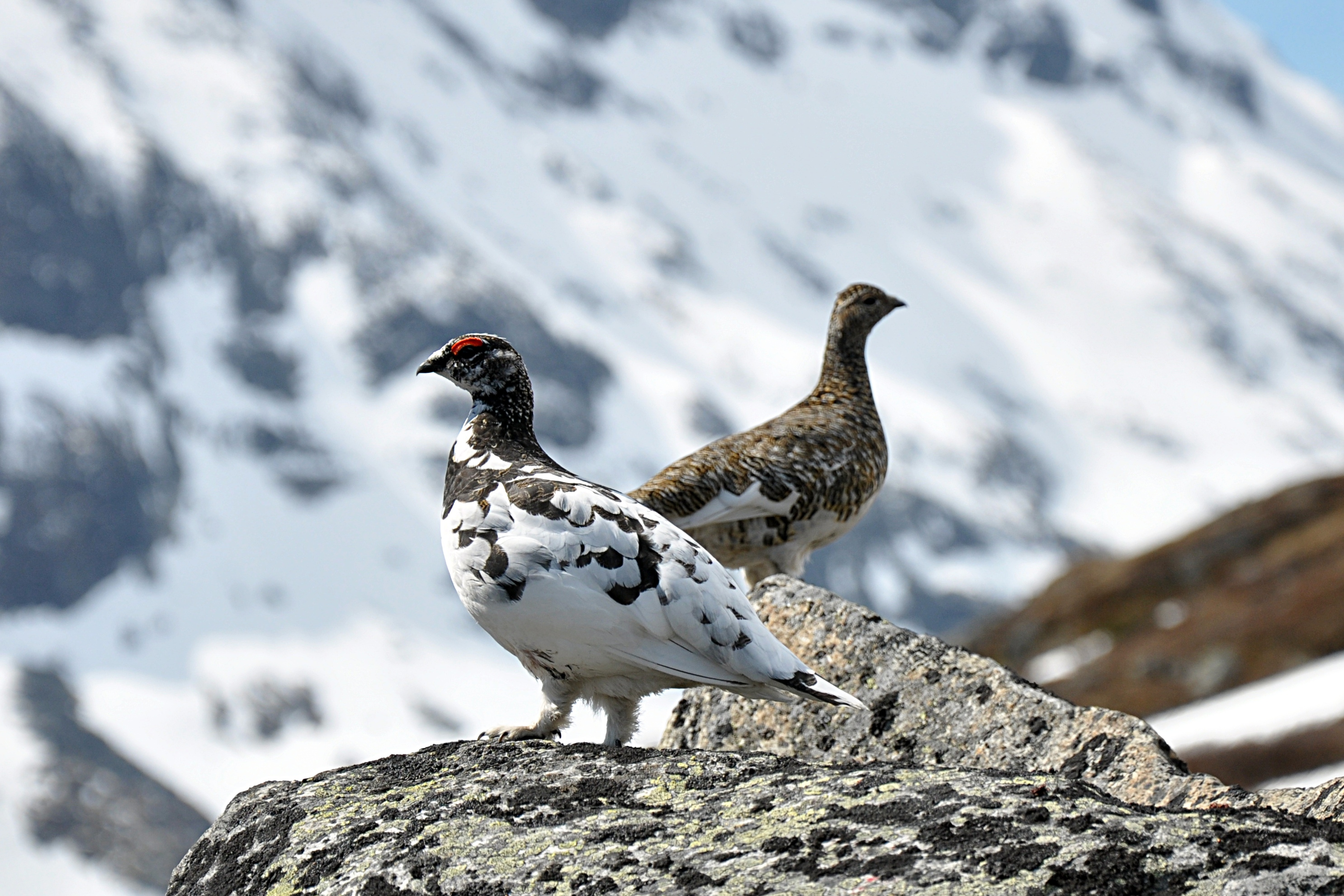
Chọn lọc tự nhiên đã thúc đẩy Lagopus muta thay đổi từ ngụy trang tuyết vào mùa đông sang màu sắc gây nhiễu để phù hợp với đồng hoang vào mùa hè.

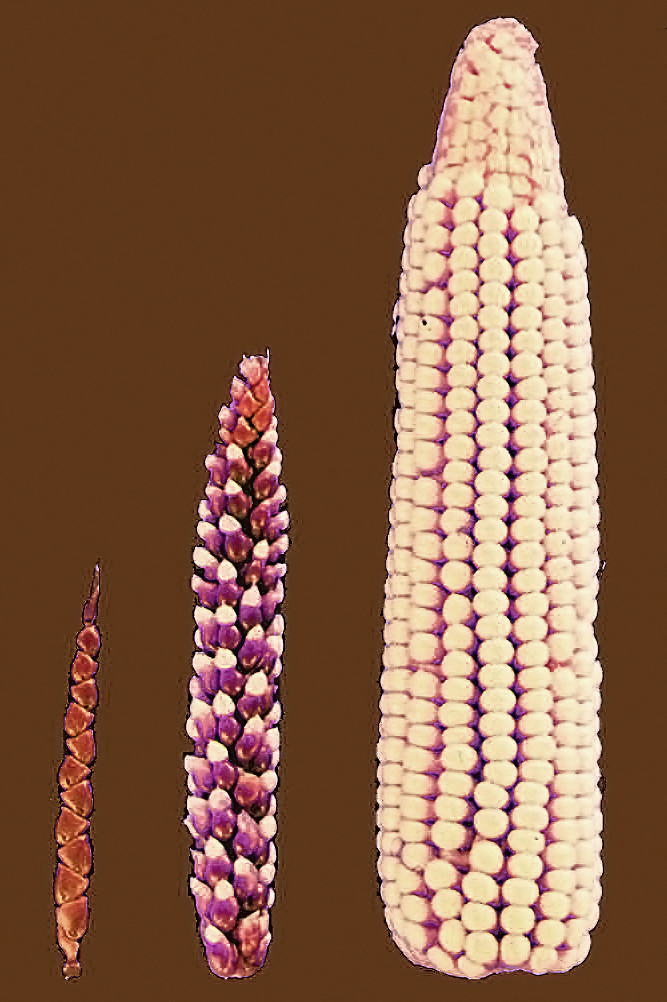
Nhân giống chọn lọc chuyển đổi những chiếc gai nhỏ (trái) của cỏ ngô thành ngô hiện đại (phải). Darwin lập luận rằng quá trình tiến hóa cũng diễn ra theo cách tương tự.

Màu sắc động vật đã cung cấp bằng chứng ban đầu quan trọng về tiến hóa qua chọn lọc tự nhiên, vào thời điểm có rất ít bằng chứng trực tiếp. Ba chức năng chính của màu sắc được phát hiện vào nửa sau của thế kỷ 19 và sau đó được sử dụng làm bằng chứng của quá trình chọn lọc: ngụy trang (màu sắc ngụy trang), bắt chước (bao gồm cả bắt chước kiểu Bates và kiểu Müller) và tín hiệu xua đuổi.
Cuốn sách Nguồn gốc các loài của Charles Darwin được xuất bản năm 1859, lập luận từ bằng chứng gián tiếp rằng quá trình chọn lọc của các nhà lai tạo có thể tạo ra sự thay đổi, và rằng, vì rõ ràng có một cuộc đấu tranh để tồn tại nên chọn lọc tự nhiên phải diễn ra. Nhưng ông thiếu một lời giải thích cho biến dị di truyền hay cho di truyền, khi cả hai đều cần thiết cho học thuyết. Theo đó, nhiều lý thuyết thay thế đã được các nhà sinh vật học đề xuất, đe dọa làm suy yếu học thuyết tiến hóa của Darwin.
Một số bằng chứng đầu tiên được các nhà tự nhiên học Henry Walter Bates và Fritz Müller, những người cùng thời với Darwin, cung cấp. Các nhà khoa học này đã mô tả các hình thức bắt chước, thứ hiện nay đã được đặt tên theo tên của họ, dựa trên những quan sát về các loài bướm nhiệt đới. Những kiểu màu có tính đặc trưng cao này dễ dàng được giải thích bằng chọn lọc tự nhiên, vì những loài săn mồi như chim săn mồi bằng mắt thường sẽ bắt và giết những con côn trùng bắt chước kém. Tuy vậy, các loại họa tiết khác lại khó giải thích.
Những người theo học thuyết Darwin như Alfred Russel Wallace, Edward Bagnall Poulton, và các nhà khoa học ở thế kỷ 20 như Hugh Cott và Bernard Kettlewell đã tìm ra bằng chứng cho thấy quá trình chọn lọc tự nhiên đang diễn ra. Wallace lưu ý rằng khả năng ngụy trang tuyết, đặc biệt là bộ lông thay đổi theo mùa, gợi ý một lời giải thích rõ ràng về sự thích nghi để ngụy trang. Cuốn sách năm 1890 của Poulton, The Colours of Animals, được viết trong thời kỳ suy yếu tồi tệ nhất của học thuyết Darwin, đã sử dụng tất cả các dạng màu sắc để lập luận ủng hộ chọn lọc tự nhiên. Cott đã mô tả nhiều kiểu ngụy trang. Đặc biệt, những bức vẽ của ông về màu sắc gây nhiễu trùng hợp ở ếch đã thuyết phục các nhà sinh vật học khác tin rằng những đặc điểm ngụy trang này là kết quả của chọn lọc tự nhiên. Kettlewell đã tiến hành thí nghiệm về sự tiến hóa của Biston betularia, cho thấy loài này có sự thích nghi khi ô nhiễm làm thay đổi môi trường. Điều này cung cấp bằng chứng thuyết phục cho học thuyết tiến hóa của Darwin.

## Bối cảnh
Charles Darwin xuất bản tác phẩm Nguồn gốc các loài vào năm 1859, lập luận rằng sự tiến hóa trong tự nhiên phải được thúc đẩy bởi chọn lọc tự nhiên, giống như các giống vật nuôi và giống cây trồng được thúc đẩy bởi chọn lọc nhân tạo. Học thuyết Darwin đã thay đổi hoàn toàn quan điểm phổ biến và khoa học về sự phát triển của sự sống. Tuy nhiên, Darwin chưa có bằng chứng và lời giải thích xác đáng cho một số mắt xích quan trọng của quá trình tiến hóa. Ông chưa giải thích được ngọn nguồn của sự biến dị tính trạng loài, cũng như chưa đề ra được một cơ chế di truyền mà các đặc điểm có thể được truyền một cách toàn diện từ thế hệ này sang thế hệ sau. Những khiếm khuyết này khiến học thuyết của ông dễ bị công kích. Nhiều giả thuyết thay thế đã được đề ra trong thời kỳ che khuất học thuyết Darwin. Điều này buộc các nhà tự nhiên học ủng hộ thuyết Darwin như Wallace, Bates và Müller đi tìm bằng chứng rõ ràng cho thấy sự chọn lọc tự nhiên đang diễn ra. Màu sắc động vật, một đặc điểm có thể dễ dàng quan sát được, đã sớm cung cấp các bằng chứng mạnh mẽ và độc lập, từ các đặc tính ngụy trang, bắt chước và tín hiệu xua đuổi, rằng chọn lọc tự nhiên thực sự đang diễn ra. Nhà lịch sử khoa học Peter J. Bowler viết rằng học thuyết Darwin "cũng được mở rộng sang các chủ đề rộng lớn hơn về hình thái giống nhau và bắt chước để ngụy trang, và đây là thành công lớn nhất của học thuyết trong việc giải thích sự biến đổi để thích nghi".

## Ngụy trang

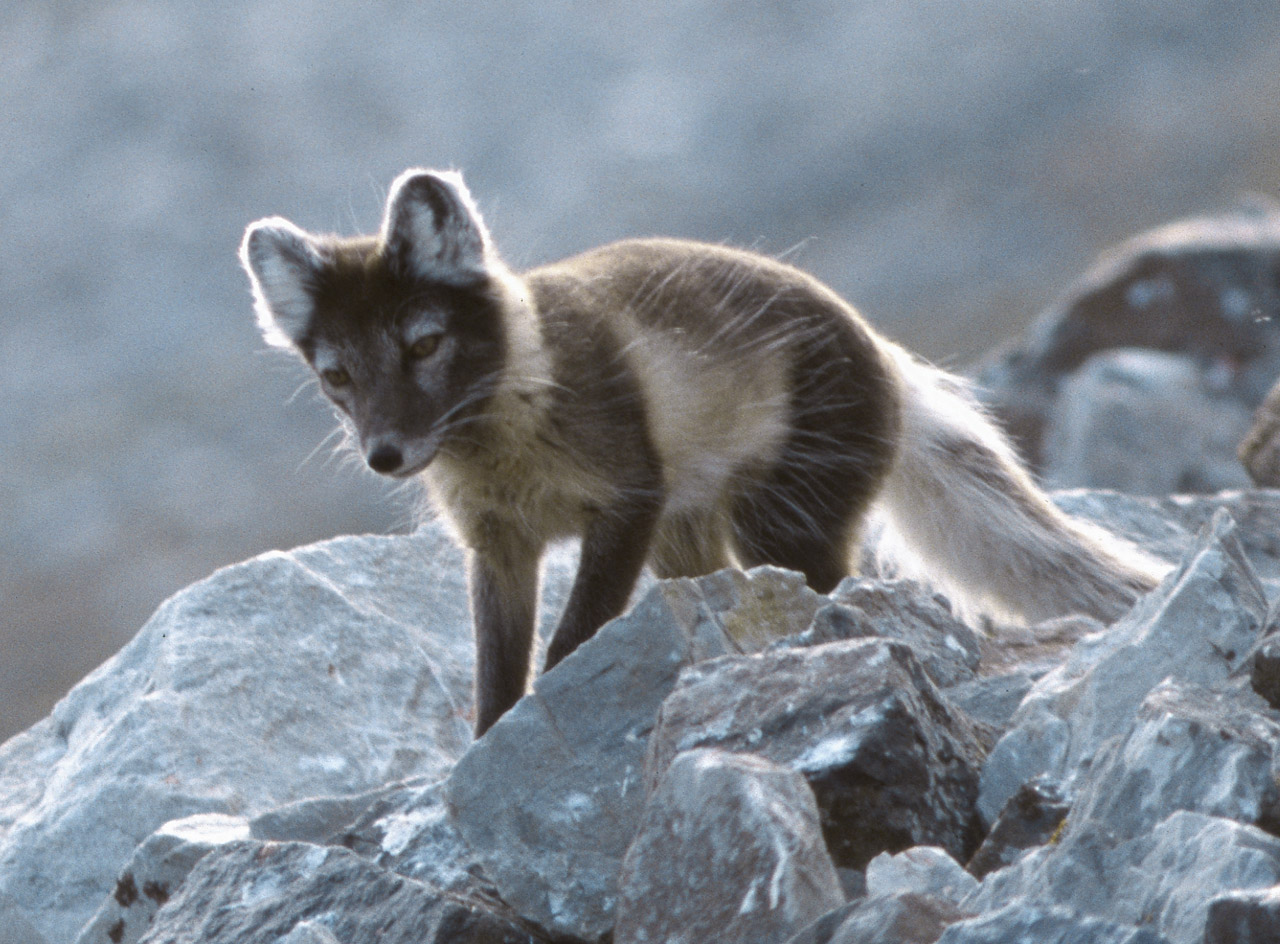
Ngụy trang tuyết: Cáo tuyết Bắc Cực có bộ lông chủ yếu là nâu vào mùa hè, và hoàn toàn trắng vào mùa đông.

### Ngụy trang tuyết
Trong cuốn sách Darwinism năm 1889 của mình, nhà tự nhiên học Alfred Russel Wallace đề xuất đánh giá bộ lông màu trắng của động vật vùng Bắc Cực. Ông ghi nhận rằng cáo tuyết Bắc Cực, thỏ Bắc Cực, chồn ecmin và Lagopus muta thay đổi màu sắc theo mùa và đưa ra "lời giải thích hiển nhiên" rằng đó là để ngụy trang. Nhà điểu cầm học hiện đại W. L. N. Tickell, trong việc xem xét các giải thích được đề xuất về bộ lông trắng ở chim, viết rằng ở Lagopus muta "rất khó để tách khỏi kết luận rằng bộ lông nâu ẩn trốn vào mùa hè trở thành một vấn đề trong tuyết, và bộ lông trắng do đó là một sự thích nghi ẩn trốn khác". Đồng thời, ông cũng lưu ý "bất chấp bộ lông mùa đông, nhiều cá thể Lagopus muta ở đông bắc Iceland đã bị cắt Bắc Cực giết xuyên suốt mùa đông".
Gần đây, việc giảm độ phủ tuyết ở Ba Lan do sự ấm lên toàn cầu được phản ánh qua tỷ lệ triết bụng trắng có bộ lông chuyển sang màu trắng vào mùa đông giảm. Số ngày có tuyết phủ giảm một nửa, từ năm 1997 đến năm 2007, và chỉ có 20% số cá thể có bộ lông mùa đông màu trắng. Điều này được chứng minh là kết quả của chọn lọc tự nhiên, khi những loài săn mồi dễ phát hiện và ăn thịt những cá thể có màu ngụy trang không thích hợp.

### Màu sắc gây nhiễu trùng hợp

Những bức vẽ về "màu sắc gây nhiễu trùng hợp" của Hugh Cott đã hình thành nên những "lập luận thuyết phục" cho chọn lọc tự nhiên. Trái: cơ thể chính; Phải: cơ thể khi thể hiện họa tiết trùng hợp.

Theo lời của các nhà nghiên cứu ngụy trang Innes Cuthill và A. Székely, cuốn sách Adaptive Coloration in Animals năm 1940 của nhà động vật học và chuyên gia ngụy trang người Anh Hugh Cott đã cung cấp "những lập luận thuyết phục về giá trị tồn tại của màu sắc nói riêng và sự thích nghi nói chung, vào thời điểm mà chọn lọc tự nhiên không được chấp nhận rộng rãi trong sinh học tiến hóa". Đặc biệt, họ lập luận, "Coincident Disruptive Coloration" (Màu sắc Gây nhiễu Trùng hợp) (một trong những mục của Cott) "khiến các bức vẽ của Cott trở thành bằng chứng thuyết phục nhất về việc chọn lọc tự nhiên tăng khả năng sống sót thông qua ngụy trang gây nhiễu". Cott giải thích, trong khi đang bàn luận về màu sắc gây nhiễu trùng hợp của "một loài ếch nhỏ được gọi là Megalixalus fornasinii" trong chương của ông, rằng "chỉ khi các chi tiết hoa văn được xem xét trong mối liên hệ với các tư thế bình thường của con ếch thì bản chất đáng chú ý của chúng mới trở nên rõ ràng... Do đó, tư thế hoạt động và cách phối màu rất nổi bật kết hợp với nhau để tạo ra một hiệu ứng phi thường, mà vẻ ngoài đánh lừa của nó phụ thuộc vào việc chia toàn bộ cơ thể thành hai vùng màu nâu và trắng tương phản mạnh. Xem xét riêng rẽ, không bộ phận nào giống bộ phận nào của con ếch. Trong tự nhiên, chỉ riêng phần cơ thể màu trắng là dễ thấy. Điều này làm nổi bật và đánh lạc hướng sự chú ý của sinh vật quan sát khỏi hình dạng thực và đường viền của cơ thể, cũng như các phần phụ mà các bộ phận khác xếp chồng lên". Cott kết luận rằng hiệu ứng này là sự che giấu "miễn là hình thái sai được nhận ra hơn là hình thái thật". Những hoa văn như vậy, như Cott nhấn mạnh, có độ chính xác đáng kể vì các chi tiết phải thẳng hàng chính xác để lớp ngụy trang hoạt động. Mô tả của Cott và đặc biệt là các bức vẽ của ông đã thuyết phục các nhà sinh vật học rằng các hoa văn, phần tạo nên lớp ngụy trang, phải có giá trị tồn tại (chứ không phải xảy ra một cách tình cờ). và hơn nữa, như Cuthill và Székely đã chỉ ra, rằng cơ thể của những động vật có hoa văn như vậy thực sự phải được định hình bởi chọn lọc tự nhiên.

### Hóa đen công nghiệp

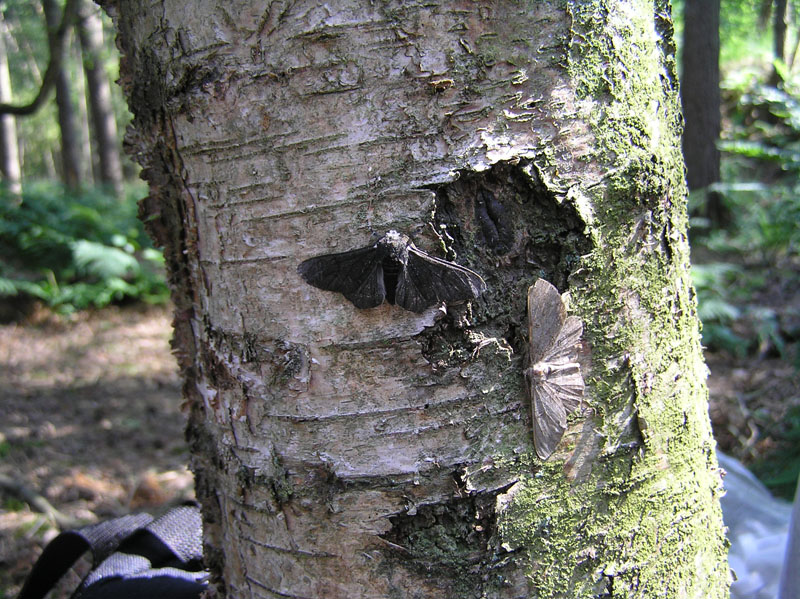
Bernard Kettlewell tuyên bố rằng những thay đổi về tần số các hình thái sáng và tối của loài bướm đêm Biston betularia là bằng chứng trực tiếp cho chọn lọc tự nhiên.

Trong khoảng thời gian từ 1953 đến 1956, nhà di truyền học Bernard Kettlewell thử nghiệm quá trình tiến hóa của Biston betularia. Ông trình bày kết quả cho thấy rằng trong một khu rừng gần đô thị bị ô nhiễm với thân cây sẫm màu, những cá thể bướm đêm sẫm màu sống sót tốt hơn những con màu nhạt, gây ra hiện tượng hóa đen công nghiệp, trong khi ở một khu rừng nông thôn sạch sẽ với những thân cây nhạt màu, những con bướm đêm màu nhạt sống sót tốt hơn những con màu sẫm. Kết quả hàm ý rằng cá thể có thể sống hay không là do lớp ngụy trang trên nền phù hợp, nơi những loài săn mồi bằng mắt (chim ăn côn trùng, chẳng hạn như bạc má lớn được sử dụng trong thí nghiệm) bắt và giết có chọn lọc những con bướm đêm ngụy trang kém hơn. Kết quả gây ra tranh cãi gay gắt, và từ năm 2001, Michael Majerus cẩn thận lặp lại thí nghiệm. Kết quả được công bố sau khi ông qua đời vào năm 2012, chứng minh công trình của Kettlewell là "bằng chứng trực tiếp nhất" và là "một trong những ví dụ rõ ràng và dễ hiểu nhất về học thuyết tiến hóa của Darwin".

## Bắt chước

### Bắt chước kiểu Bates
Bắt chước kiểu Bates, được đặt theo tên của nhà tự nhiên học thế kỷ 19 Henry Walter Bates, người đầu tiên ghi nhận hiệu ứng này vào năm 1861, "cung cấp nhiều ví dụ xuất sắc về chọn lọc tự nhiên" trong nghiên cứu. Nhà côn trùng học tiến hóa James Mallet lưu ý rằng bắt chước là "học thuyết Darwin lâu đời nhất không thể quy cho Darwin". Lấy cảm hứng từ Nguồn gốc các loài, nhận ra rằng những con bướm Amazon không liên quan có hình thái giống nhau khi chúng sống trong cùng một khu vực, nhưng có màu sắc khác nhau ở những địa điểm khác nhau ở Amazon, một điều chỉ có thể là do sự thích nghi.

### Bắt chước kiểu Müller
Trong kiểu bắt chước kiểu Müller, hai hoặc nhiều loài nguy hiểm hay độc hại có chung một hoặc nhiều kẻ săn mồi bắt chước các tín hiệu cảnh báo của nhau, một điều rõ ràng là nhằm thích nghi. Fritz Müller mô tả hiệu ứng này vào năm 1879, với một hình thức đáng chú ý khi đây là lần đầu tiên sử dụng một lập luận toán học trong sinh thái học tiến hóa để chỉ ra tác động của chọn lọc tự nhiên có thể mạnh mẽ như thế nào.

## Tín hiệu xua đuổi

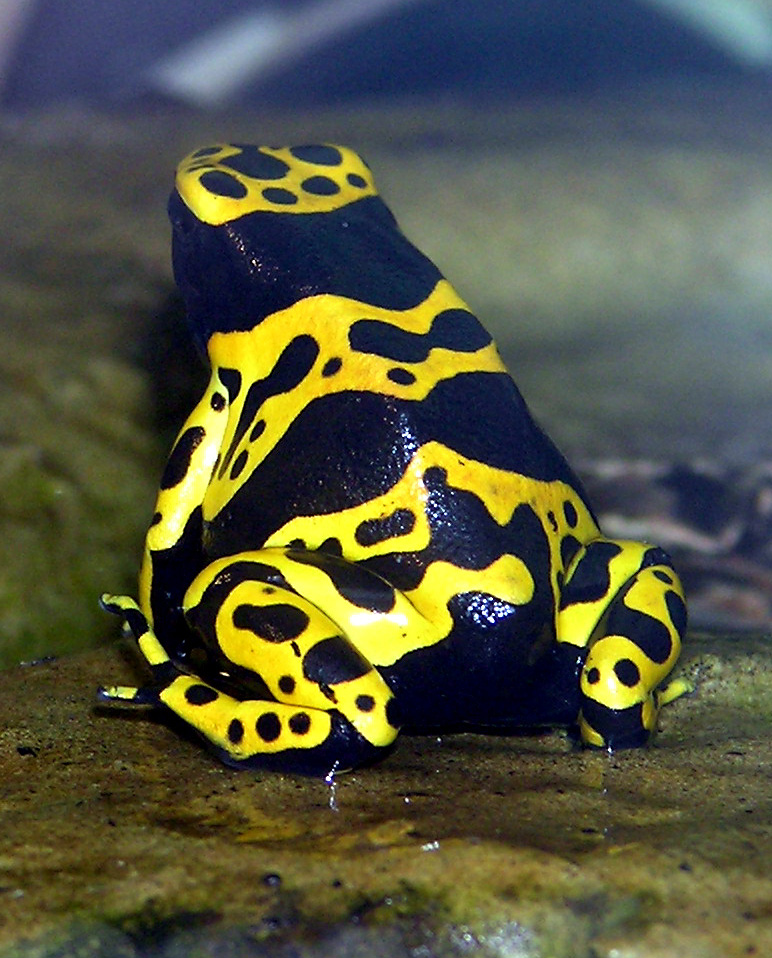
Màu sắc cảnh báo bảo vệ ếch phi tiêu độc Dendrobates leucomelas.

Một số chức năng tiến hóa đã được đề xuất về sự tác động của màu sắc lên tín hiệu quang học (về thị giác). Một sinh vật có màu sắc dễ phát hiện thì sẽ thu hút sự chú ý về phía nó. Như vậy, màu sắc có thể dùng để xua đuổi hoặc thu hút các động vật khác.
Năm 1867, trong một bức thư gửi Darwin, Wallace đã mô tả tín hiệu xua đuổi (hay màu sắc cảnh báo). Nhà động vật học tiến hóa James Mallet lưu ý rằng phát hiện này "khá phi logic" vì nó được phát hiện sau chứ không phải trước các hình thức bắt chước Bates và Müller, vốn dựa trên sự tồn tại và hiệu quả của màu sắc cảnh báo. Màu sắc và họa tiết nổi bật của các loài có khả năng phòng vệ mạnh mẽ như độc tố nhằm báo hiệu rõ ràng cho động vật ăn thịt rằng con vật đó không đáng để tấn công. Điều này trực tiếp làm tăng tỉ lệ thành công sinh sản của con mồi tiềm năng, mang lại lợi thế chọn lọc mạnh mẽ. Do đó, sự tồn tại của màu sắc cảnh báo là bằng chứng rõ ràng về chọn lọc tự nhiên.

## Bảo vệ học thuyết Darwin

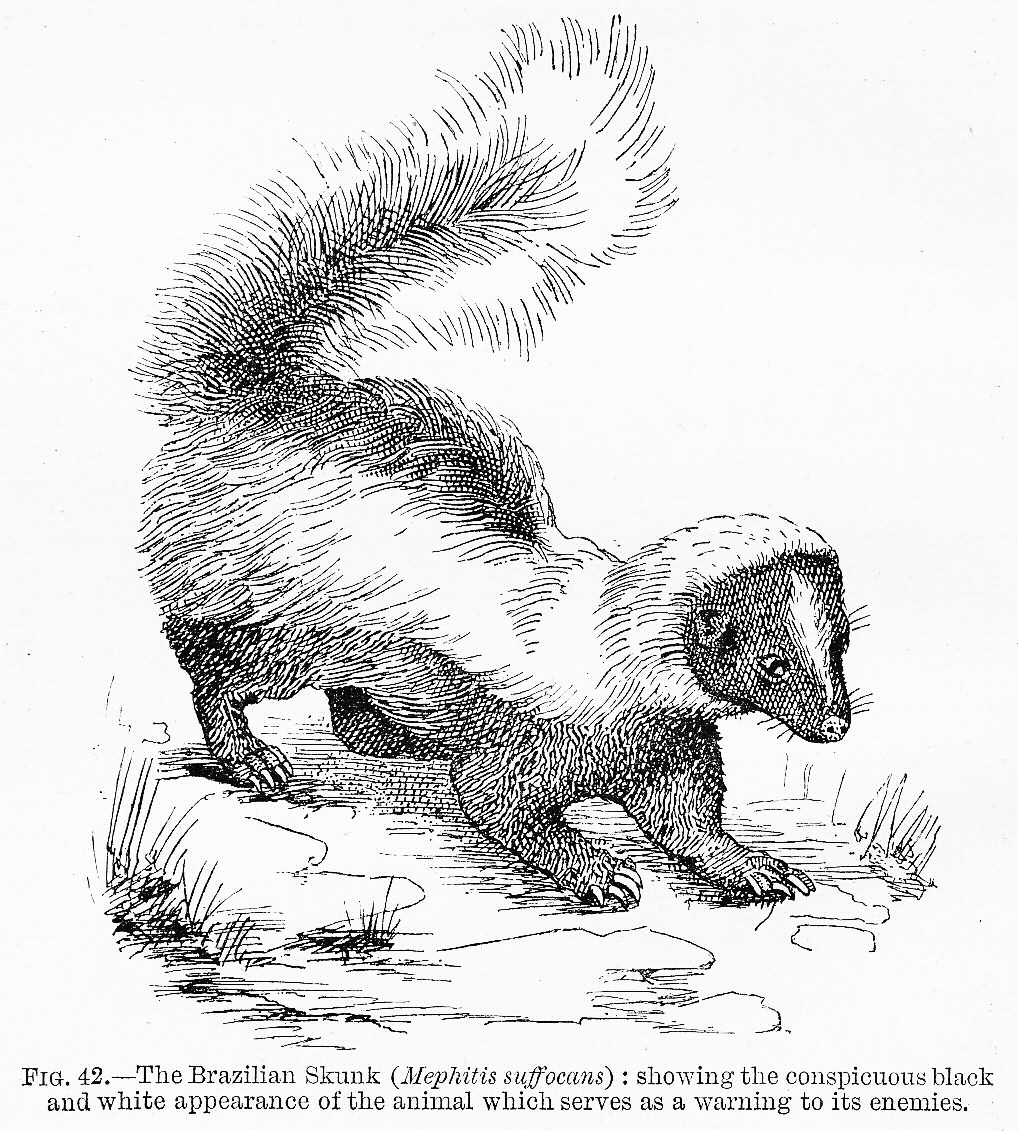
Màu sắc cảnh báo của "Brazilian Skunk" (Chồn hôi Brasil) trong cuốn The Colours of Animals (1890) của Edward Bagnall Poulton.

Edward Bagnall Poulton, trong cuốn The Colours of Animals năm 1890, đã đổi tên khái niệm màu sắc cảnh báo của Wallace thành "tín hiệu xua đuổi" (xua đuổi bằng màu sắc, "aposematic"), đồng thời ủng hộ lý thuyết chọn lọc tự nhiên và chọn lọc giới tính vốn đang không phổ biến lúc bấy giờ của Darwin. Lối giải thích của Poulton về màu sắc sinh vật rõ ràng bị ảnh hưởng bởi học thuyết Darwin. Ví dụ, khi bàn về "tín hiệu xua đuổi" bằng màu sắc, ông cho rằng:
Thoạt nhìn, sự tồn tại của loại hình này dường như là một sự cản trở khả năng ứng dụng chung của lý thuyết chọn lọc tự nhiên. Màu sắc cảnh báo dường như mang lại lợi ích cho kẻ thù tiềm tàng hơn là bản thân sinh vật, và nguồn gốc cũng như sự phát triển của đặc tính chỉ nhằm mang lại lợi ích cho một số loài vốn không thể giải thích bằng lý thuyết chọn lọc tự nhiên. Nhưng con vật lại hưởng lợi rất nhiều từ màu sắc cảnh báo của chúng khi chúng dễ bị nhìn thấy. Nếu chúng giống với môi trường xung quanh giống như các loài của lớp khác, chúng có nhiều khả năng bị ăn một cách tình cờ mà không gây ấn tượng trong trí nhớ của kẻ thù, và từ đó ngăn chặn việc bị săn liên tục của loài. Mục tiêu của màu sắc cảnh báo là hỗ trợ giáo dục kẻ thù, giúp chúng dễ dàng học và ghi nhớ những con vật cần tránh xa. Lợi thế to lớn được trao cho những loài dễ nhìn thấy là rõ ràng khi người ta nhớ ra rằng, một nền giáo dục dễ dàng và thành công có nghĩa là một nền giáo dục chỉ liên quan đến một sự hy sinh nhỏ của cuộc sống."

Poulton bày tỏ sự ủng hộ với học thuyết Darwin bằng cách giải thích gói gọn trong một câu về bắt chước kiểu Bates: "Mỗi bước trong sự thay đổi ngày càng tăng theo hướng tự vệ đặc biệt của bắt chước, sẽ là một lợi thế trong cuộc đấu tranh sinh tồn.".
Nhà lịch sử khoa học Peter J. Bowler nhận xét rằng, Poulton đã mượn lời cuốn sách của mình để phàn nàn về việc các nhà thực nghiệm ít để ý đến các đặc điểm thích nghi, vốn là những gì mà các nhà tự nhiên học (như Wallace, Bates và Poulton) đã có thể dễ dàng nhận thấy. Bowler nói thêm: "Thực tế rằng ý nghĩa của sự thích nghi của màu sắc đã bị thách thức rộng rãi, điều đó cho thấy rằng tư tưởng chống lại học thuyết Darwin thực sự phát triển đến mức nào. Chỉ những nhà tự nhiên học thực địa như Poulton mới từ chối nhượng bộ, tin rằng những gì họ quan sát được cho thấy giá trị của chọn lọc tự nhiên, ngay cả khi học thuyết Darwim còn nhiều vấn đề.".